# Chelicopia rotunda
Chelicopia rotunda  is een mosselkreeftjessoort uit de familie van de Sarsiellidae. De wetenschappelijke naam van de soort is, als Sarsiella rotunda, voor het eerst geldig gepubliceerd in 1959 door Hartmann.